# Aeropuerto Internacional Nnamdi Azikiwe
El Aeropuerto Internacional (IATA: ABV, OACI: DNAA) se encuentra en Abuya, Nigeria, y es el principal aeropuerto que da servicio a la capital Nigeriana. Recibe su nombre del primer presidente de Nigeria, Dr Nnamdi Azikiwe. Consta de una terminal doméstica y una internacional. Ambas comparten la misma pista.
El Consorcio de Abuya firmó el 13 de noviembre de 2006 un contrato por valor de 101,1 para la gestión del aeropuerto durante los próximos 25 años. El contrato supondrá la construcción de un hotel, un aparcamiento privado, un centro comercial y un almacén, con un valor aproximado de cincuenta millones de dólares, durante sus cinco primeros años además de tener que afrontar un pago de diez millones de dólares. La inversión total, conforme al plan director, superará los 371 millones de dólares durante el periodo de contrato.

## Estadísticas
| Año  | Total de pasajeros | % Incremento | Carga (toneladas) | Total Operaciones |
| ---- | ------------------ | ------------ | ----------------- | ----------------- |
| 2002 | 1.441.734          | -%           |                   |                   |
| 2003 | 1.742.271          | 20,8%        |                   |                   |
| 2004 | 2.194.512          | 26%          |                   |                   |
| 2005 | 2.126.645          | -3,1%        |                   |                   |
| 2006 | 2.011.320          | 5,4%         |                   |                   |
| 2007 | 2.200.000          | 8,6%         |                   |                   |

## Aerolíneas y destinos
| Aerolíneas                      | Ciudades | Alianza       |
| ------------------------------- | --- | ------------- |
| Aero Contractors 5 destinos     | Domésticos: (5) Lagos / Owerri / Port Harcourt / Sokoto / Uyo | N/A           |
| Air Peace 6 destinos            | Domésticos: (6) Birnin Kebbi / Calabar / Enugu / Lagos / Owerri / Port Harcourt | N/A           |
| Arik Air 18 destinos            | Domésticos: (17) Asaba / Bauchi / Calabar / Ciudad de Benín / Enugu / Gombe / Ibadán / Ilorin / Kano / Lagos / Maiduguri / Owerri / Port Harcourt / Sokoto / Uyo / Warri / Yola Internacional: (1) Acra | N/A           |
| Azman Air 2 destinos            | Domésticos: (2) Kano / Lagos | N/A           |
| Dana Air 3 destinos             | Domésticos: (3) Lagos / Port Harcourt / Uyo | N/A           |
| First Nation Airways 1 destino  | Doméstico: (1) Lagos | N/A           |
| Med-View Airline 3 destinos     | Domésticos: (2) Lagos / Yola Internacional: (1) Yida | N/A           |
| Overland Airways 9 destinos     | Domésticos: (9) Akure / Asaba / Bauchi / Dutse / Ibadán / Ilorin / Jalingo / Lagos / Minna | N/A           |
| Africa World Airlines 1 destino | Internacional: (1) Acra | N/A           |
| Air Côte d'Ivoire 1 destino     | Internacional: (1) Abiyán | N/A           |
| Air France 1 destino            | Internacional: (1) París | Skyteam       |
| ASKY Airlines 3 destinos        | Internacionales: (3) Lomé / Yamena / Yaundé | N/A           |
| British Airways 1 destino       | Internacional: (1) Londres | Oneworld      |
| EgyptAir 1 destino              | Internacional: (1) El Cairo | Star Alliance |
| Emirates 1 destino              | Internacional: (1) Dubái | N/A           |
| Ethiopian Airlines 1 destino    | Internacional: (1) Addis Ababa | Star Alliance |
| Lufthansa 1 destino             | Internacional: (1) Fráncfort | Star Alliance |
| RwandAir 2 destinos             | Internacionales: (2) Acra / Kigali | N/A           |
| Turkish Airlines 1 destino      | Internacional: (1) Estambul | Star Alliance |

## Incidentes y accidentes
El 10 de diciembre de 2005 el Vuelo 1145 de Sosoliso Airlines se estrelló en el Aeropuerto de Port Harcourt en Port Harcourt tras efectuar el vuelo desde Abuya.
El 29 de octubre de 2006 el Vuelo 53 de ADC Airlines se estrelló tras despegar del aeropuerto internacional Nnamdi Azikiwe en Abuya, Nigeria.